# Koljnof
Koljnof (mađ. Kópháza, njem. Kohlenhof) je općina i naselje u zapadnoj Mađarskoj. Administrativno pripada  	Jursko-mošonjsko-šopronskoj županiji. U Koljnofu žive gradišćanski Hrvati.
U Koljnofu se od 2009. godine održava književna manifestacija Koljnofski književni susreti.

## Poznate osobe
- Mate Šinković, hrvatski književnik
- Mihovilj Naković, hrvatski književnik

## Gradovi partneri
- Bibinje[2]
- Kiseljak[1]

## Vanjske poveznice
|  | Zajednički poslužitelj ima još gradiva o temi Koljnof |

- Službene stranice na hrvatskom, mađarskom, njemačkom i engleskom jeziku